# Sigrid Grönert

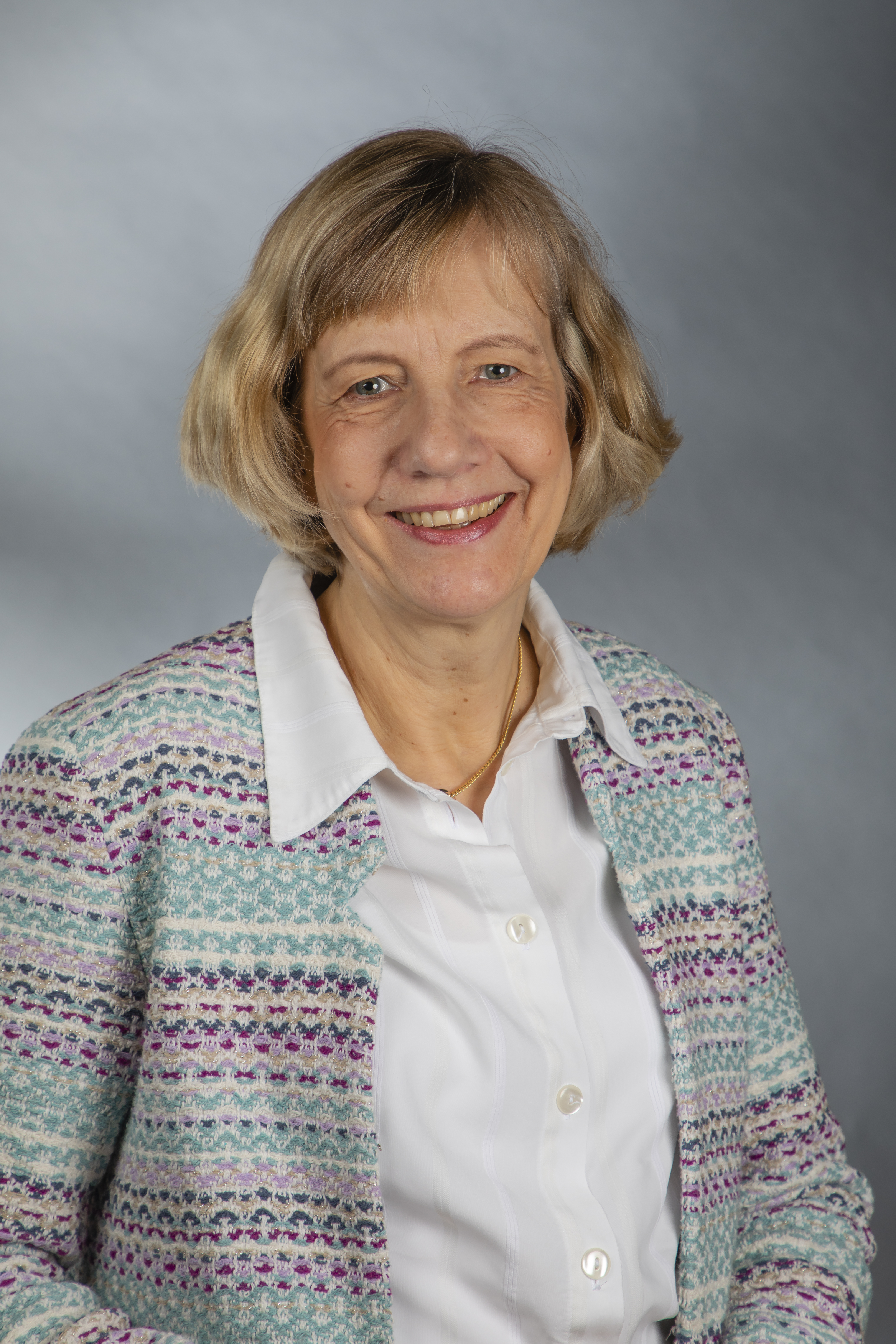
Sigrid Grönert, 2019

Sigrid Grönert (* 6. Oktober 1959 in Döhlbergen) ist eine Bremer Politikerin (CDU) und seit 2011 Mitglied der Bremischen Bürgerschaft.

## Biografie

### Familie, Ausbildung und Beruf
Von 1976 bis 1979 absolvierte Grönert eine Berufsausbildung zur Technischen Zeichnerin, anschließend von erlangte sie 1982 eine Qualifikation zur Gemeindehelferin für Kinder-, Frauen- und Jugendarbeit im evangelisch-freikirchlichen Bereich sowie 2003 zur Elternkursleiterin beim Kinderschutzbund. Von 2003 bis 2005 folgte ein berufsbegleitender Bildungsgang im Bereich Erwachsenenbildung an der Universität Bremen, 2004 eine Kurzausbildung in Mediation. Von 2005 bis 2006 ließ sie sich in der Sterbebegleitung fortbilden. Von 2007 bis 2011 war sie Betreuerin für psychosoziale Angelegenheiten in einer Seniorenwohnanlage. Von 2010 bis Anfang 2013 übernahm sie die pädagogische Betreuung von Menschen mit Behinderung.

Grönert ist verheiratet, hat vier Kinder und wohnt in Bremen-Obervieland

### Politik
Grönert ist seit 2005 Mitglied der CDU. Sie war von 2006 Stellvertretende Vorsitzende und von 2008 bis 2012 Vorsitzende der Frauen Union (FU) Landesverband Bremen und Vorsitzende der Frauen Union, Kreisverband Bremen-Stadt. Sie war von 2008 bis 2012 Mitglied im CDU-Kreisvorstand Bremen-Stadt und seit 2010 Stellvertretende Vorsitzende des Evangelischen Arbeitskreises (EAK) der CDU Bremen und Beisitzerin im Stadtbezirksvorstand Obervieland.
Seit der 18. Wahlperiode ist sie seit dem 8. Juni 2011 Mitglied der Bremischen Bürgerschaft.

Dort ist sie vertreten im
Ausschuss für Integration, Bundes- und Europaangelegenheiten, internationale Kontakte und Entwicklungszusammenarbeit,
Betriebsausschuss Werkstatt Bremen
sowie in der staatlichen und städtischen Deputation für Soziales, Kinder und Jugend. Sie ist CDU-Fraktionssprecherin für Soziales, Menschen mit Behinderungen und Integration, Ausländer, Migration und Flüchtlinge.
Sie ist aktuell Sprecherin der CDU-Fraktion für Soziales, Menschen mit Behinderung, Migration, Integration und Flüchtlinge.

### Weitere Mitgliedschaften
- Seit 2003 Mitglied im Kinderschutzbund.
- Mitglied und Mitarbeiterin der evangelisch-freikirchlichen Paulusgemeinde Bremen-Habenhausen.
- Mitglied bei den Johannitern.